# Владимир Павлов (сноубордист)
Владимир Павлов е български сноубордист. През 2019 се спуска със сноуборд от връх Манаслу, осмия по височина връх на планетата (8163 м над морето). В предишни години има спускания от връх Абу Али Ибн Сина (7134 м), Дамаванд (5671 м) и Мон Блан (4810 м).